# Comptiq
Comptiq (コンプティーク, Konputīku) és una revista japonesa de l'editorial Kadokawa Shoten. Va publicar-se per primer cop l'any 1983, està enfocada a la multimèdia i als jocs bishōjo. A partir de setembre del 2003 ha estat coneguda com una "revista de jocs mediamix". El nom de Comtiq ve de la unió de computer (computadora) i boutique.

## Mangues serialitzats
- .hack//Legend of the Twilight
- Air
- D.C.S.G.~Da Capo Second Graduation~
- Kishinhoukou Demonbane
- Eden's Bowy
- Fate/stay night
- Gunbuster
- IZUMO2
- Lucky ☆ Star
- Shuffle! -Days in the Bloom-
- Touka Gettan
- Crescent Love
- Ys
- .hack//GU+